# Socha svatého Jana Nepomuckého (Lysá nad Labem)
Socha svatého Jana Nepomuckého stojí u parkoviště před bývalým klášterem bosých augustiniánů svatého Jana Nepomuckého na zámeckém návrší v Lysé nad Labem. Jedná se o barokní pískovcové sochařské dílo z 18. století. Společně se sochou svatého Floriána tak zdobily příjezdovou cestu k tamějšímu zámku.
Od 31. prosince 1965 je kulturní památkou a leží v městské památkové zóně.

## Historie a popis
Socha z hrubozrnného pískovce, dosahující výšky kolem 180 cm, pochází z 1. poloviny 18. století z dílny neznámého autora, stojí na hranolovém, římsami odstupňovaném soklu a je otočena k východu. Horní část soklu je zúžena a doplněna o křídla, která nesou po stranách volutově stáčené pásky s rozvilinou a jež doplňují vprostřed vsunutý výklenek.
Plastika svatého Jana Nepomuckého stojí v kontrapostu s levou pokrčenou nohou na vlastním čtyřbokém soklíku. Osa jejího těla je esovitě prohnuta. Světec, jehož obličej je vyveden bez výraznějších mimických rysů, připomínajíc spíše řezbářskou techniku, je oděn dle tradiční ikonografie do kleriky, rochety a krátkého koženého kabátu. Na hlavě má posazený biret a kolem ní pozlacený železný kruh s pěti pěticípými hvězdami. Ruce světce jsou položeny po jeho bocích a přidržují šikmo položený krucifix s korpusem. Socha vykazuje stopy po polychromii.
Socha prošla roku 1967 restaurátorským zásahem.